# Luigi Durand de la Penne (1838)
Luigi Felice Giuseppe Mario Durand de la Penne, marchese e signore de la Penne e Chandol, Ubraye, Fugeiret, Saint Bênoit (Nizza, 23 febbraio 1838 – La Penne, 25 agosto 1921), è stato un generale e politico italiano.

## Biografia
Entrò giovanissimo all'accademia militare di Torino  e nel 1857 divenne ufficiale del Genio.
Dopo aver preso parte all'assedio di Gaeta nel 1861 e alla seconda e alla terza guerra d'indipendenza, venne nominato nel 1878 capo servizio direttore del Genio militare di Roma e qui progettò l'Ospedale militare del Celio  e promosse il restauro di Castel Sant'Angelo.
Divenne maggior generale nel 1887. Promosso tenente generale  divenne ispettore generale dell'Arma del genio dal luglio 1897 al febbraio 1906 .
Nel 1900 fu nominato senatore del Regno.
Morì a La Penne, villaggio delle Alpi Marittime francesi, antico feudo di famiglia.